# Arnaldo Catalan
Arnaldo Sánchez Catalán, né le 18 septembre 1966 à Manille, est un prélat catholique philippin, nonce apostolique depuis le 31 janvier 2022. 

## Biographie
Le 25 mars 1994, il est ordonné prêtre de l'Archidiocèse de Manille par le Cardinal Jaime Sin.

## Carrière diplomatique
Le 1er juillet 2001, il entre dans le corps diplomatique du Saint-Siège et se rend en Zambie, au Koweït, au Mexique, au Honduras, en Turquie, en Inde, en Argentine, au Canada, aux Philippines, ainsi qu'à Taïwan en tant que représentant apostolique. 
Le 31 janvier 2022, le pape François le nomme archevêque titulaire d'Apollonia d'Illyrie ainsi que nonce apostolique au Rwanda. Il est ordonné à l'épiscopat le 11 février 2022 au sein de la Cathédrale de Manille, dont le Principal Consécrateur n'est autre que le Préfet de la Congrégation pour l'évangélisation des peuples, le Cardinal Luis Antonio Tagle, et dont les Co-Consécrateurs sont l'Archevêque de Manille, le Cardinal Jose Advincula, ainsi que le nonce apostolique aux Philippines, l'Archevêque Charles John Brown.